# Minaret Kesik
El Kesik Minare Cami (mesquita del minaret trencat), Korkut Cami o Cumanın Cami situat als carrers de Kaleiçi (Antalya Vella) al sud de Turquia, es va construir originalment com a temple romà al segle ii. Al segle VII, va ser convertida en església romana d'Orient en honor de la Mare de Déu, però va ser molt danyada al segle VII durant les invasions àrabs. Al segle IX es va tornar a reparar. El minaret es va afegir a principis del segle XIII quan el soldanat de Rum va establir el seu domini a Antalya i va convertir l'església en una mesquita. El 1361, quan el rei croat de Xipre va prendre Antalya dels seljúcides, va ser consagrada una altra vegada una església, només per convertir-se una vegada més en mesquita durant el govern de Korkud, fill del soldà otomà Baiazet II. L'edifici principal va ser destruït en un incendi l'any 1800, però el minaret supervivent, situat avui al carrer Kaleiçi Hespçi, es coneix com el Minaret Kesik.

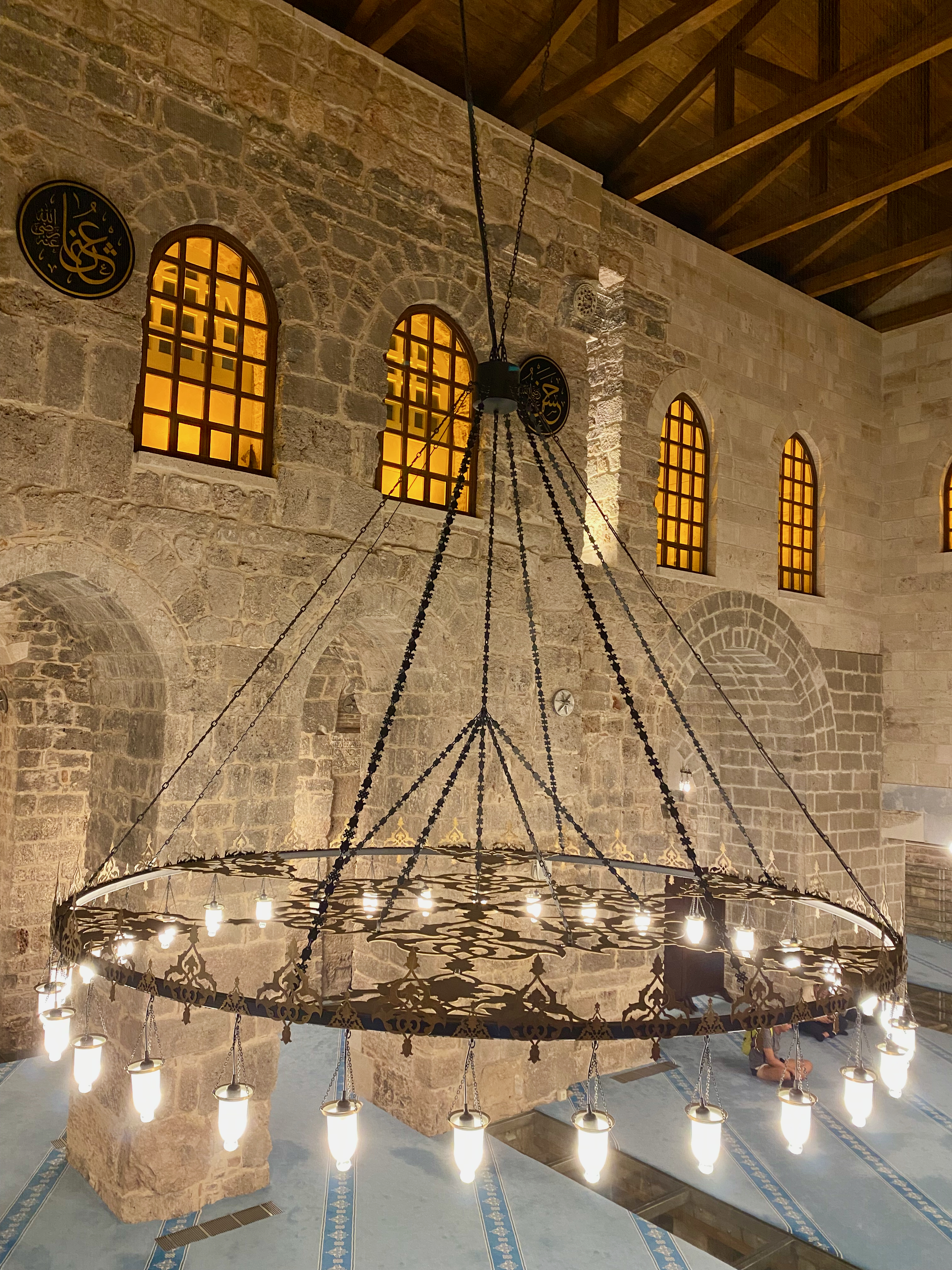
Interior de Minaret Kesik

Les obres de restauració van començar l'any 2018. El 2019 es van restaurar el con superior i el sostre. L'estructura es va reobrir oficialment com a mesquita el 2021 el 5 de març, commemorant el dia que Antalya va ser conquistada per l'Imperi Seljúcida. Va donar la benvinguda als fidels per primera vegada en gairebé 125 anys.